# The Cortinas
The Cortinas furono una band punk rock con sede a Bristol, originariamente attiva tra il 1976 e il 1978. Dopo lo scioglimento, il chitarrista Nick Sheppard andò a suonare con i Clash. Nel 2001, il singolo di debutto della band, Fascist Dictator (Step-Forward Records, 1977), è stato incluso nella lista dei migliori singoli punk-rock di tutti i tempi stilata da una delle principali riviste musicali britanniche

## Storia

### Gli anni dei The Cortinas

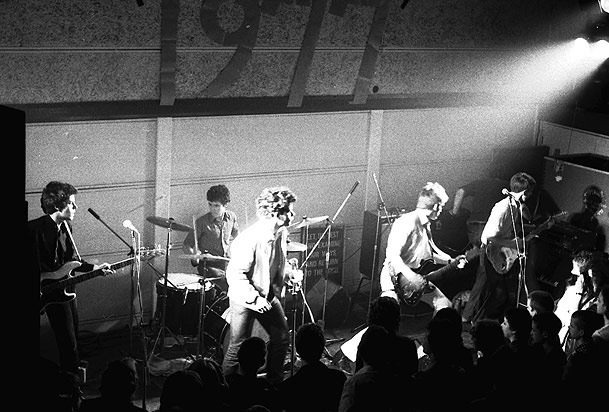
The Cortinas - presso l'Aklam Hall di Londra nel luglio 1977

The Cortinas nacquero nel 1976 riprendendo il nome dalla Ford Cortina. Nel primo periodo la band passò dal R&B alle cover di brani di precursori del punk come i New York Dolls e The Stooges.
La band ha sviluppato un seguito ampio ed entusiasta nella loro città natale. Sfortunatamente, la loro crescente popolarità iniziò ad attirare una grande quantità di problemi tra la folla.
In questo periodo The Cortinas frequentavano anche Londra e divenendo una delle band pioniere del punk che si esibirono nel nuovo Roxy Club, prima aprendo il concerto di The Stranglers nel gennaio 1977 e poi come headliner per due volte nel mese successivo. Ancora a marzo ed aprile la band suonò al Roxy Club supportata da The Models in entrambe le occasioni. Successivamente suonarono come gruppo di supporto per Blondie e Chelsea.
I primi due singoli di The Cortinas, Fascist Dictator e Defiant Pose, furono pubblicati dalla Step Forward, l'etichetta gestita dal manager dei The Police Miles Copeland e dal musicista Mark Perry. Il 16 luglio 1977, poche settimane dopo l'uscita di Fascist Dictator, la band registrò una session allo studio Maida Vale 4, per John Peel su BBC Radio 1, con una scaletta che vedeva i brani Defiant Pose, Television Families, Having It e Further Education.
Successivamente i Cortina firmarono per CBS Records e pubblicarono un album, True Romances. Un critico descrisse l'album come "deludente" ma salvato dal "bland oblivion" da "tracce sfacciate come "Ask Mr. Waverly" e "I Trust Valerie Singleton". Un altro lo definì un misto ci "rock and roll, R&B and pop-rock", ma con suoni molto più mainstream rispetto ai singoli precedenti.

### Dopo The Cortinas
Il chitarrista Nick Sheppard ha continuato a suonare con la showband di Bristol The Spiics prima di unirsi all'incarnazione finale dei Clash dove ha suonato nel loro sesto album in studio Cut the Crap (CBS, 1985). Ha anche suonato con Head. Sheppard si è trasferito a Perth, in Australia nel 1993, e ha formato e suonato in due band locali, Heavy Smoker e New Egyptian Kings con Shakir Pichler. Sheppard possiede il negozio di abbigliamento Elroy in Beaufort Street a Mount Lawley.
Il chitarrista Mike Fewings ha continuato a suonare con altre band di Bristol Colortapes ed Essential Bop.
Il bassista Dexter Dalwood è diventato un pittore, ottenendo una rappresentanza dalla Gagosian Gallery e una nomination per il Turner Prize 2010.
Jeremy Valentine è divenuto docente di Media presso la Queen Margaret University di Edimburgo, in Scozia.
Daniel Swan si trasferì negli Stati Uniti e suonò con gli Sneetches. All'inizio degli anni novanta ha lavorato per la Cahn-Man Management di Oakland in California, che all'epoca gestiva i dischi Green Day, Jawbreaker e 510 (Dance Hall Crashers). Nel 1998 ha fondato Swan Entertainment, un'agenzia di prenotazioni con sede nella Bay Area di San Francisco.

## Discografia

### Album
- 1978 - True Romances

### Singoli ed EP
- 1977 - Fascist Dictator / Television Families
- 1977 - Defiant Pose / Independences
- 1978 - Heartache

### Greatest Hits
- 2008 - For Fucks Sake Plymouth
- 2009 - Please Don't Hit Me
- 2010 - Punk Rock Anthology
- 2018 - GBH Studio Demos 1977